# Cowie Castle

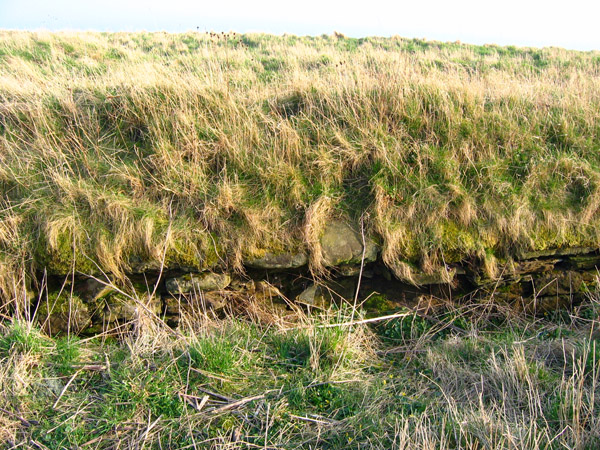
Die kaum mehr erkennbaren Mauern von Cowie Castle.

Cowie Castle ist die Ruine einer ehemaligen Festung und liegt an der schottischen Nordseeküste, nördlich von der Stadt Stonehaven in Aberdeenshire. Südlich führt die Cowie Bridge über den Fluss Cowie Water. Im Norden befindet sich die Ruine der Chapel Of St. Mary And St. Nathalan, von der es heißt, St. Nathalan selbst habe sie gegründet. Steinkreise in der Gegend beweisen, dass sich hier bereits zur Eisenzeit Menschen aufhielten. Andere berühmte Schlösser und Anwesen in der Gegend sind Dunnottar Castle im Süden, Fetteresso Castle im Südwesten, Ury House im Westen und Muchalls Castle im Norden. 

## Geschichte
Viel ist über Cowie Castle nicht bekannt. Häufig wird berichtet, Malcolm Canmore habe die Anlage gebaut, obwohl namhafte Historiker dies bislang nicht bestätigen konnten. Man ist sich aber ungefähr sicher, dass Cowie Castle bereits im 11. Jahrhundert erbaut wurde. 
Durch die günstige Lage und gute Infrastruktur bildete es zusammen mit der im Süden gelegenen, benachbarten Anlage Dunnottar Castle einen äußerst wichtigen und unverzichtbaren Küstenschutz, außerdem konnten militärische Bewegungen zu Land und zu Wasser überwacht und kontrolliert werden. 
Cowie Castle soll neben Dunnottar im Mittelalter die bedeutendste Anlage in der Gegend gewesen sein, weil sie von wichtigen strategischen Routen umgeben ist, wie den Causey Mounth Trackway oder den Elsick Mounth, der sogar schon von den Römern benutzt worden war. Angeblich soll Cowie auch einmal königliches Jagdschloss gewesen sein. Heute sind nur noch wenige Mauerreste zu erkennen.
Die Anlage wurde im Juli 2001 als Scheduled Monument klassifiziert.